# III Италийски легион
III Италийски легион Concordia (Legio III Italica Gordiana Pia VII Fidelis VII; Legio III Italica Concors) е римски легион. Сформиран е през 165 или 166 г. по нареждане на император Марк Аврелий (заедно с II Италийски легион) за засилване на Дунавския регион.
Легионът е стациониран до 170 г. в Далмация и след това до средата на 5 век в Реция.
Емблемата му е Щъркел, знак за pietas (благочестие).
За сформирането (dilectus) на новите легиони в Горна Италия получават задачата Марк Клавдий Фронтон, Гней Юлий Вер и Тиберий Клавдий Прокул Корнелиан.
Първо се казва III Concordia и има задачата да пази Италия и Алпийския регион. От 170 г. се казва III Италийски легион и заедно с II Италийски легион и I Спомагателен легион се бие против маркоманите, квадите и язигите, които масивно навлизат в Дунавските провинции Реция, Панония, Мизия и Дакия и отчасти в Норик, през 3 век преди всичко с ютунгите и алеманите.
През 167 и 170 г. с командир Квинт Антисций Адвент Постумий Аквилин участва в походите expeditio Germanica в територията на Централните Алпи за пазене на Италия от германските племена. През 170 г. с командир генерал и по-късния император Пертинакс прогонва германите от Реция и Норик. Легионът първо е плануван като стратегическа резерва. През 170 г. легионът е изместен в Тридентум (Тренто). Част от легиона заедно с II Италийски легион участва в заздравяването на укреплението на далматинския град Салона/Солин с ръководител Публий Елий Аминтиан. Главната квартира на легиона до края на 170-е години се е намирала вероятно в Могонтиацум/Майнц. Между 172 и 179 г. е стациониран в лагерите кастелите Абусина (Айнинг-Унтерфелд), вероятно и в Алкофен и Регенсбург-Кумпфмюл.
От 175 г. легионът започва да строи Castra Regina (Регенсбург), който става от 179 г. неговата главна квартира. През 182 г. участва в поход против германските бури. Легионът поправя множество кастели на лимеса, пострадали при маркоманските войни. За тази цел легионът има своя тухларница.
През 193 г. той помага на Септимий Север и за възнаграждение на верните легионери са сечени монети с надпис LEG(io) III ITAL(ica), които са носени от тях. През 213 г. се бият против алеманите, 214 г. против карпите в Дакия и 217 г. в Сирия.
От 217 г. са наричани Antoniniana. Александър Север (222 – 235) дава на легиона почетното име Severiana.
Император Гордиан III дава на легиона почетното име Gordiana за участието му в сасанидския поход 243 – 244 г. През 253 г. поддържа Валериан I, за което получава титлата Pia Fidelis. Легионът помага на Галиен в боевете против неговия съперник Постум и е награден през 260 г. с името VI Pia VI Fidelis and VII Pia VII Fidelis. През 273 г. участва в похода на Аврелиан против царица Зенобия.
До средата на 5 век легионът е в Castra Regina (Регенсбург).